# Hygrophoropsis
Hygrophoropsis (J. Schröt.) Maire ex Martin-Sans, 1929 è un genere di funghi basidiomiceti appartenente alla famiglia Hygrophoropsidaceae.

## Specie diHygrophoropsis
Le specie incluse sono:
- Hygrophoropsis aurantiaca (Wulfen) Maire (1921) - specie tipo
- Hygrophoropsis bicolor Heinem. & Rammeloo (1985)
- Hygrophoropsis coacta McNabb (1969)
- Hygrophoropsis flabelliformis (Berk. & Ravenel) Corner (1966)
- Hygrophoropsis fuscosquamula P.D. Orton (1960)
- Hygrophoropsis kivuensis Heinem. (1963)
- Hygrophoropsis laevis Heinem. & Rammeloo (1985)
- Hygrophoropsis macrospora (D.A. Reid) Kuyper (1996)
- Hygrophoropsis mangenotii Locq. (1954)
- Hygrophoropsis ochraceolutea Contu & Bon (1991)
- Hygrophoropsis panamensis Singer (1983)
- Hygrophoropsis psammophila (Cleland) Grgur. (1997)
- Hygrophoropsis purpurascens (Berk. & M.A. Curtis) Dennis (1952)
- Hygrophoropsis rufa (D.A. Reid) Knudsen (2008)
- Hygrophoropsis rufescens (Quél.) Singer (1986)
- Hygrophoropsis tapinia Singer (1946)